# Jade Nangula
Jade Nangula (* 26. November 1997) ist eine namibische Leichtathletin, die sich auf den Sprint spezialisiert hat.

## Sportliche Laufbahn
Erste Erfahrungen bei internationalen Meisterschaften sammelte Jade Nangula im Jahr 2024, als sie bei den Afrikaspielen in Accra über 100 und 200 Meter mit 12,27 s und 24,93 s jeweils in der ersten Runde ausschied und mit der namibischen 4-mal-100-Meter-Staffel in 45,64 s den fünften Platz belegte. Auch mit der 4-mal-400-Meter-Staffel gelangte sie mit 3:54,25 min auf Rang fünf. Im Juni kam sie bei den Afrikameisterschaften in Douala mit 24,58 s nicht über die Vorrunde im 200-Meter-Lauf hinaus und belegte mit der 4-mal-100-Meter-Staffel in 45,74 s den fünften Platz. Zudem wurde sie mit der 4-mal-400-Meter-Staffel in 3:54,25 min ebenfalls Fünfte.
2023 wurde Nangula namibische Meisterin im 200-Meter-Lauf.

## Persönliche Bestzeiten
- 100 Meter: 11,81 s (+0,7 m/s), 19. März 2025 in Johannesburg
- 200 Meter: 24,11 s (+1,9 m/s), 29. April 2023 in Gaborone